# Imperial Beach
Imperial Beach est une municipalité du comté de San Diego, en Californie, aux États-Unis. Sa population était de 26 324 habitants au recensement de 2010.

## Géographie
Imperial Beach est située à 15 km au sud de San Diego, près de la frontière mexicaine. C'est la municipalité la plus au sud de la côte ouest des États-Unis.
Selon le Bureau du recensement des États-Unis la ville a une superficie de 11,7 km², 11,1 km² de terre, 0,6 km² d'eau, soit 5,53 % du total.
Le fleuve Tijuana se jette dans la mer au sud d'Imperial Beach.

## Démographie
| 1960   | 1970   | 1980   | 1990   | 2000   | 2010   |
| ------ | ------ | ------ | ------ | ------ | ------ |
| 17 773 | 20 244 | 22 689 | 26 512 | 26 992 | 26 324 |

## Installations militaires
Depuis 1944, une base aéronavale de l’United States Navy y est installé. Elle est appelée actuellement Naval Outlying Landing Field Imperial Beach (en).